# Karl Ziak
Karl Ziak (* 27. Jänner 1902 in Wien; † 3. November 1987 in Pressbaum, Niederösterreich) war ein österreichischer Schriftsteller, Verlags- und Cheflektor.
Ziak, ein Nachkomme der bekannten Familie Goldschläger, studierte Germanistik und Anglistik an der Universität Wien und wurde 1927 zum Dr. phil. promoviert. Von 1921 bis 1941 war er als Sekretär der Volkshochschulen von Wien tätig. Von 1946 bis 1964 war er Cheflektor der Büchergilde Gutenberg und beim Europa-Verlag. 1963 erhielt er den Preis der Stadt Wien für Volksbildung, 1971 die Ehrenmedaille in Gold (Wien) und 1976 den Luitpold-Stern-Preis des Österreichischen Gewerkschaftsbundes für Literatur. Er verfasste etwa 20 Bücher und war bis 1981 Herausgeber von etwa neun Bänden (darunter zur Heimatkunde und zum Alpinismus). 2008 wurde in Wien-Landstraße der Ziakpark nach ihm benannt.

## Werke und Schriften (Auswahl)
- Balmat oder Paccard (Roman), 1930
- Der Mensch und die Berge (Geschichte des Alpinismus), 1936
- Kyselak. Roman eines Sonderlings, 1940
- Unvergängliches Wien. Lebenskurve einer leidgeprüften Stadt, 1947
- Wiedergeburt einer Weltstadt. Wien 1945–1965, Hrsg. Karl Ziak, Verlag Jugend und Volk, Wien 1965; Vorwort Bürgermeister Franz Jonas, 21 weitere Autorinnen und Autoren, darunter Helmut Zilk, Adelbert Muhr, Lothar Knessl, Robert Waissenberger, Karl Ausch[3]
- Bilder und Beichten (Gedichtband), 1977
- Ich war kein Held, aber ich hatte Glück (Kriegserinnerungen), 1977